# Cannabis en France

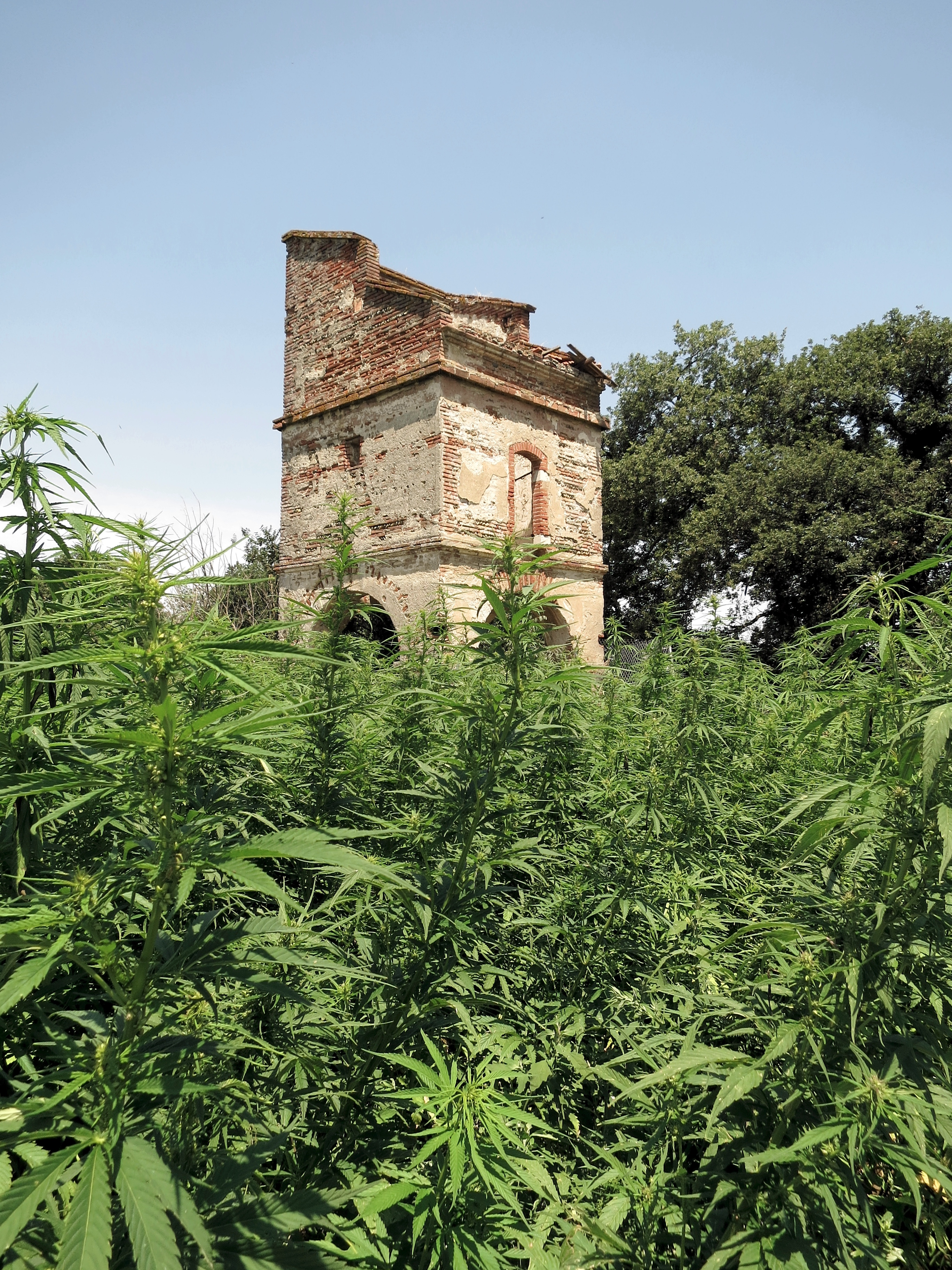
Champ de cannabis à Toulouse.

En France, le cannabis est la substance psychoactive la plus consommée après l'alcool, le tabac, la caféine et les médicaments psychotropes et le premier stupéfiant loin devant les champignons hallucinogènes, la cocaïne et l'ecstasy. En 2012, 13,4 millions de Français de 15 à 64 ans l'ont déjà expérimenté et 1,2 million de Métropolitains (environ 2 %) se disent des utilisateurs réguliers. La France se place au quatrième rang dans l'Union européenne derrière la République tchèque, l'Espagne et l'Italie quant à la consommation mensuelle et au deuxième après le Danemark quant à l'expérimentation au cours de la vie.

## Législation

### Historique
Napoléon est le premier représentant de l'État français à avoir interdit l'usage du cannabis. Cette interdiction promulgué le 9 octobre 1800 suit une tentative d'assassinat de Napoléon à son arrivée à Alexandrie par un Égyptien qui aurait été sous l'influence du cannabis au moment de l'acte,. La première réglementation française du cannabis, ainsi que d'autres substances appelées « vénéneuse » (dont l'arsenic, l'opium, etc.) est inscrite dans la loi seulement en 1845, afin de limiter les risques d'empoisonnement en limitant leur vente. Le cannabis est véritablement interdit lors de la Première Guerre mondiale, à la suite de l'explosion de son utilisation par les soldats français par la loi sur les substances vénéneuses du 12 juillet 1916 – le cannabis étant alors considérée comme une substance démoralisant les soldats français,.
Depuis le 23 janvier 2003, la loi Marilou, préparée par le ministre Dominique Perben (UMP) et présentée à la suite du décès d'une petite fille de neuf ans tuée dans un accident mettant en cause un conducteur qui avait consommé du cannabis, prévoit :
- des contrôles aléatoires ou sur la base de soupçons ;
- un test obligatoire en cas d'accident corporel/mortel ;
- 2 ans de prison et 4 500 € d'amende ;
- 3 ans et 9 000 € en cas de cumul avec l'alcool.

Depuis la loi de 2007 sur la récidive (dite « loi Dati »), des peines planchers sont applicables aux récidivistes. En théorie, l'achat de 2 grammes de cannabis pour sa consommation personnelle par une personne considérée par la loi comme récidiviste conduit ainsi à une peine plancher de quatre ans d'emprisonnement ferme.
Mais, là encore, dans la pratique, comme l'application des peines planchers est laissée à l'appréciation des juges, les sanctions sont rarement aussi sévères.
Le ministre de l'intérieur Manuel Valls a annoncé début avril 2013 sur la radio RMC son intention de contraventionaliser la détention de petite quantité de cannabis comme c'est déjà le cas dans deux départements, sans toutefois détailler ce qu'était une petite quantité ni préciser le montant de la contravention en question ni même la date d'application de cette mesure.
Le 25 mai 2017, le ministère de l’Intérieur indique son intention de lancer une réforme, promise par Emmanuel Macron pendant la campagne présidentielle, afin de punir par une contravention l’usage et la détention de cannabis, au lieu 
d’une éventuelle peine de prison et un passage devant un tribunal comme c'est le cas actuellement. Le 25 janvier 2018, le ministre de l'Intérieur Gérard Collomb déclare sur Europe 1 que le gouvernement va "forfaitiser ce délit", sans le dépénaliser pour autant. Il suit ainsi les recommandations d'un rapport de l'Assemblée nationale favorable à l'instauration d'une amende.
À partir du 1er septembre 2020, l’amende forfaitaire délictuelle est généralisée pour l'usage de stupéfiants sur l’ensemble du territoire, notamment dans le cas du cannabis. Ce dispositif est déjà testé depuis le 16 juin 2020 sur les ressorts des tribunaux judiciaires de Rennes, Reims, Créteil, Lille et Marseille.

### Législation actuelle
La loi française interdit la production, la détention, la vente, l'achat et l’usage de stupéfiants, avec des sanctions plus ou moins sévères selon l'acte.

#### Trafic et détention
Le trafic, c'est-à-dire la détention, le transport, l'offre, la cession ou l'acquisition de stupéfiant, est puni d'une peine de prison d'une durée maximale de dix ans ou d'une amende pouvant atteindre 7 500 000 euros.

#### Usage
Le simple usage est puni que d'une peine maximale d'un an d’emprisonnement ou d'une amende pouvant aller jusqu'à 3 750 euros. Depuis 2020, l'amende forfaitaire délictuelle est généralisée dans les cas d'usage de stupéfiants. Le montant de l’amende forfaitaire est de 200 €, l’amende minorée est de 150 € si elle est payée dans les 15 jours et est majorée à 450 € si elle n’est pas payée dans les 45 jours,.
Cependant, il est à noter qu'il est considéré par la législation que le simple consommateur peut être assimilé à un trafiquant, et donc devrait se trouver passible des mêmes peines. En effet, consommer du cannabis impliquerait d'en détenir, et donc d'en acheter ou bien d'en produire, ce qui laisse toute liberté au juge d'incriminer le disant usager sur le fondement du Code de la santé publique (usage) ou du Code pénal (détention/trafic/production). Dans la pratique, la décision du juge dépend principalement des quantités saisies, des antécédents de l'accusé et des a priori du juge, ce qui fait que les simples consommateurs sont très rarement sanctionnés au moyen de lourdes peines, sauf s'ils sont trouvés en possession d'une quantité de cannabis dépassant de loin la consommation quotidienne « moyenne ». Des barèmes officieux sont donc fixés aux services de police par les procureurs de la République : en deçà de telle ou telle quantité de tel ou tel produit stupéfiant détenue, l'affaire est classée après confiscation du produit, ce qui conduit beaucoup de policiers à procéder à des confiscations et destructions hors procédure[réf. souhaitée].

#### Production
Quant à la production, même pour usage personnel, celle-ci est passible d'une peine maximale de vingt ans de réclusion criminelle ou d'une amende pouvant aller jusqu'à 7 500 000 euros. Mais, comme pour les faits de consommation « simple », l'opportunité des poursuites pénales appartient au procureur, et l'appréciation de la peine appartient au juge, ce qui fait que les sanctions maximales ne sont jamais infligées, sauf en cas de production quasi-industrielle.

##### Dérogation
En France, sauf dérogation exceptionnelle, seules les variétés de chanvre industriel, qui doivent avoir une teneur en THC inférieure ou égale à 0,3 % peuvent être autorisées. Une vingtaine de cultivars impropres à la fabrication de psychotropes sont ainsi éligibles à la culture industrielle.
La loi permet la circulation des chènevis (graines de cannabis) ainsi que leur commerce entre les États membres de la zone européenne de libre-échange (Union européenne + Norvège, Suisse et Islande).
Les particuliers peuvent utiliser les chènevis légaux (possédant un certificat de conformité) ; leur production, leur utilisation et leur culture à usage commercial ou pour toute activité professionnelle sont soumises à autorisation. Ces variétés sont en fait du chanvre non-psychotrope. Les particuliers sont tenus de conserver les certificats de conformité fournis à la vente du chènevis ou, à défaut, l'emballage qui en mentionne les références, ceci afin de prouver que la variété détenue ou semée est bien autorisée. Ces variétés de cannabis, figurant sur la liste émise par l'Union européenne, doivent faire l'objet d'un décret les autorisant.
Voici la liste des variétés de cannabis autorisées en France :
- Carmagola (dioïque) ;
- Cs (dioïque) ;
- Delta Llosa (monoïque) ;
- Delta 405 (monoïque) ;
- Dioica 88 (dioïque) ;
- Fedora 17 (monoïque) ;
- Fedora 19 ;
- Fedrina 74 ;
- Félina 32 (monoïque) ;
- Félina 34 (monoïque) ;
- Férimon (monoïque) ;
- Fibranova (dioïque) ;
- Fibrimon 56 ;
- Fibror 79	;
- Finola :
- Futura :
- Futura 75 (monoïque) ;
- Epsilon 68 (monoïque) ;
- Santhica 23 (monoïque) ;
- Santhica 27 (monoïque) ;
- Uso 31 (monoïque) ;
- Santhica 70.

Toute importation en provenance d'un pays non-membre de la zone européenne de libre-échange ne peut être effectuée que par un importateur agréé par l'Union Européenne.
C'est également cette même loi qui garantit l'anonymat et la gratuité des soins pour les usagers désireux de se soigner, ce qui incite à relativiser la présentation de la loi française comme exclusivement répressive.

#### Prévention
De plus, un organisme public, la Mission interministérielle de lutte contre la drogue et les conduites addictives (MILDECA) donne très largement (site Internet, brochures, etc.) des avis sur les drogues dures, le compare à des drogues telles que la cocaïne ou encore le LSD.
La réduction des risques sanitaires est reconnue par la loi française depuis 2004[précision nécessaire].

#### Cannabis médical
Le 5 juin 2013, Marisol Touraine, ministre de la Santé, et Jean-Marc Ayrault Premier ministre, signent un décret (2013-473) autorisant la mise sur le marché de médicaments contenant du cannabis ou ses dérivés.
Suivant les recommandations d'un groupe d'experts rendues en décembre 2018, l'Agence nationale de sécurité du médicament et des produits de santé (ANSM) décide en janvier 2019 de lancer dans le courant de cette année une expérimentation sur l’usage thérapeutique du cannabis. L'ANSM souhaite restreindre ses conditions d'usage aux « douleurs réfractaires » aux thérapies déjà accessibles, notamment par des patients atteints de cancer, de sida ou de sclérose en plaques. Le fumage du produit étant exclu, des experts doivent déterminer les autres modes de consommation, ses dosages, les lieux de distribution ainsi que suggérer des modes d'approvisionnement ou de production. Il faudra également déterminer le taux de remboursement par la Sécurité sociale, la compatibilité avec la loi de 1970 prohibant tout usage de drogue illicite ou la conciliation avec d'autres enjeux comme la conduite automobile pour les patients. Début 2019, une trentaine de pays dans le monde, dont de nombreux États américains et le Canada, autorisent déjà le cannabis thérapeutique, dont 21 de l’Union européenne ainsi que la Suisse, la Norvège, Israël et la Turquie. Depuis mars 2021, l'ANSM expérimente la possibilité de créer une filière française de culture de cannabis thérapeutique, en vue de préparer une éventuelle généralisation. Début 2025, faute de renouvellement de l'expérimentation et d'inclusion du cannabis dans la pharmacopée, les 1200 patients encore suivis devraient être sevrés d'ici la fin du premier semestre.

### Projet de légalisation
Le 9 octobre 2009, le député et ancien ministre de l'Intérieur PS Daniel Vaillant se prononce dans un entretien accordé au Parisien en faveur de la légalisation de la consommation de cannabis. Des propos « inacceptables », selon l'UMP.
En janvier 2017, 150 personnalités de Marseille (avocats, des magistrats et de nombreux médecins), dont les députés socialistes Patrick Mennucci et Marie-Arlette Carlotti en appellent à une « légalisation contrôlée » du cannabis. La prohibition est « directement responsable, chez nous, de réseaux, de trafics très organisés, qui brassent des sommes considérables et gangrènent de nombreux quartiers (...) Les règlements de comptes (2014 : 15 faits, 10 décès, 2015 : 13 faits, 14 décès, et déjà 25 décès cette année) sont très majoritairement liés au trafic de cannabis. 20 % de l’activité policière concerne le trafic de cannabis (9 095 procédures pour infraction à la législation sur les stupéfiants en 2015, à 90 % pour le cannabis contre 6 808 en 2012 soit une augmentation de 25 %). » Les signataires souhaitent par cet appel lancer « dans la période électorale qui arrive le débat sur la légalisation du cannabis. »
En juillet 2019, une proposition de loi visant à instaurer un monopole d’État pour la production et la vente de cannabis est déposée par des députées appartenant à quatre groupes politiques différents (Libertés et territoires, LREM, PS et LFI),.
Comme en Espagne, des Cannabis social club sont apparus en France. Ces associations à but non lucratif sont réservés aux personnes majeures et produisent suffisamment de cannabis pour les besoins personnels de leurs membres. Ces clubs sont beaucoup plus discrets en France qu'en Espagne ou en Belgique[réf. nécessaire].

## Consommation

### Évolution

Évolution de l'expérimentation du cannabis chez les 15-44 ans dans années 1990 et 2000.

Aujourd'hui en France, le taux de THC est autorisé jusqu’à 0,3% dans certains produits.

### Impact du confinement de 2020
À partir du 17 mars 2020, en réponse à la pandémie de Covid-19 (coronavirus), la France met en place un confinement de sa population et une fermeture de ses frontières avec les pays voisins. Cela a un impact considérable sur l'approvisionnement et la consommation de cannabis. En effet, environ 70 % de la résine de cannabis vendue en France provient du Maroc en passant par l’Espagne et les Pyrénées. La diminution des approvisionnements provoque également une augmentation des prix du cannabis. Le ministre de l'Intérieur Christophe Castaner estime que le trafic de drogues a chuté de 30 à 40 % pendant le confinement.

### Profil des consommateurs
Entre 1992 et 2021, l'âge moyen des consommateurs de cannabis est passée de 25,1 ans à 32,8 ans.
La consommation expérimentative chez les moins de 25 ans est en baisse de 5,5 % entre 2017 et 2021 (48 %). La consommation régulière est également en baisse sur la période, elle passe de 8,4 % à 6,3 %. 54,5 % des hommes ont expérimenté le cannabis contre 39,9 % des femmes.

## Trafic
- Le trafic de stupéfiants (dont le cannabis fait partie), s'il est pratiqué sans circonstances aggravantes, expose en France ses auteurs à des peines allant de dix à vingt ans d'emprisonnement selon les cas, et jusqu'à 7 500 000 euros d'amende[33].
- Le trafic de stupéfiants est passible en France de trente ans de réclusion criminelle et de 7 500 000 euros d'amende lorsqu'il est effectué en bande organisée[33].
- En cas de blanchiment de l'argent provenant du trafic, la sanction peut s'élever à la réclusion criminelle à perpétuité, et à 7 500 000 euros d'amende[33].

## Action publique

### Répression
En France, la détention et la consommation de cannabis relèvent du droit pénal, selon la Loi du 31 décembre 1970, relative aux mesures sanitaires de lutte contre la toxicomanie et à la répression du trafic et de l'usage illicite de substances vénéneuses.
- Art. L. 628. -- Seront punis d'un emprisonnement de deux mois à un an et d'une amende de 500 F à 5.000 F ou de l'une de ces deux peines seulement, ceux qui auront, de manière illicite, fait usage de l'une des substances ou plantes classées comme stupéfiants.

Dans le cadre de la réforme pénale de Christiane Taubira votée en 2014 la "transaction pénale" pour les petits délits passibles de moins d'un an de prison (dont la consommation de cannabis) est entrée en application le 15 octobre 2014.
En novembre 2018, l'Assemblée nationale vote le principe d'une contravention forfaitaire payable immédiatement de 200 € pour la détention d'une petite quantité de cannabis, le ministère public conservant la faculté de saisir le tribunal correctionnel où le contrevenant encourt un an de prison et 3 750 € d'amende. En juillet 2020, le Gouvernement annonce pour la « rentrée 2020 » la généralisation de cette contravention testée dans plusieurs villes comme Reims ou Rennes. L’amende initiale de 200€ est minorée à 150 euros si elle est réglée sous quinze jours Au-delà de 45 jours, le contrevenant devra s’acquitter d’une majoration fixée à 450 euros.

### Prévention
Dans un premier temps, la prévention passe par les établissements publics (collèges, lycées, universités). Ces préventions se font sous forme d'intervention soit de personnes dépositaires de l'autorité publique ou d'enseignants ayant suivi un stage de formation à ce sujet ou bien de personnes travaillant dans ce milieu (médecins, psychologues, infirmières...).
À la différence des préventions Anti-Tabac, la prévention sur le cannabis n'est pas aussi répandue. Cela s'explique en partie par le fait que le cannabis, bien que majoritairement accepté dans la population, reste une drogue prohibée. La prévention se fait notamment par le biais de dépliants papier ou de livrets explicatifs dans certains établissements (collèges, lycées, universités).

### Consultation
Une mission d'information parlementaire a été initiée en 2019 par le gouvernement à propos de l'usage du cannabis en France. Cette mission de consultation s'est divisée en trois étapes :
- une première phase portant sur l'usage du cannabis thérapeutique et prévoyant une expérimentation en ce sens ;
- une deuxième phase consistant en une série d'auditions portant sur « sur le chanvre dit « bien-être » (cannabidiol, composé du cannabis sans effet stupéfiant) »[37]. Celle-ci doit donner lieu à la publication d'un rapport prévu début 2021 ;
- enfin, une troisième phase débutée depuis Novembre 2020 et interrogeant les usages du cannabis dit « récréatif ». Après un ensemble d'auditions, le gouvernement a mis en place une consultation en ligne[38], destinée aux citoyens et ouverte du 13 Janvier au 28 Février 2021. Le questionnaire proposé aborde notamment les enjeux que représenteraient une légalisation ou une dépénalisation de l'usage du cannabis récréatif, les dispositifs de vente envisagés, l'allocation des ressources potentiellement générées, ...

La mise en place de cette consultation pourrait permettre de faire évoluer un débat cristallisé depuis des années en France.

## Opinion
Selon un sondage effectué par l'institut CSA en novembre 2013, 55 % des Français sont opposés à la dépénalisation du cannabis. Parallèlement, 44 % estiment que l'interdiction constitue une atteinte à la liberté individuelle.
Selon un sondage Ipsos effectué en octobre 2016, 50 % des Français se disent favorables à une autorisation de la consommation (sous conditions), 49 % s’y opposent.
Dans un autre sondage Ifop pour Terra Nova et ECHO Citoyen réalisé en 2018, 82% des Français étaient en faveur de l'accès au cannabis thérapeutique, et 51% pour un accès légal des adultes au cannabis.
Selon un sondage Ifop de 2021, 51 % des français se prononcent en faveur de la dépénalisation du cannabis. 47 % des sondés non consommateurs sont en faveur de la dépénalisation. 47 % des français sont en faveur de la légalisation contre 45 % dans étude de l'Observatoire français des drogues et toxicomanies de décembre 2018.